# Toyota ist
Toyota ist – subkompaktowy samochód osobowy produkowany od roku 2002 przez japońską firmę Toyota. Dostępny wyłącznie jako 5-drzwiowy hatchback. Do napędu użyto benzynowych jednostek R4 o pojemności 1,3 oraz 1,5 litra. Moc przenoszona jest na oś przednią (opcjonalnie AWD) poprzez 4-biegową automatyczną skrzynię biegów. 

## Dane techniczne ('06 R4 1.3)

### Silnik

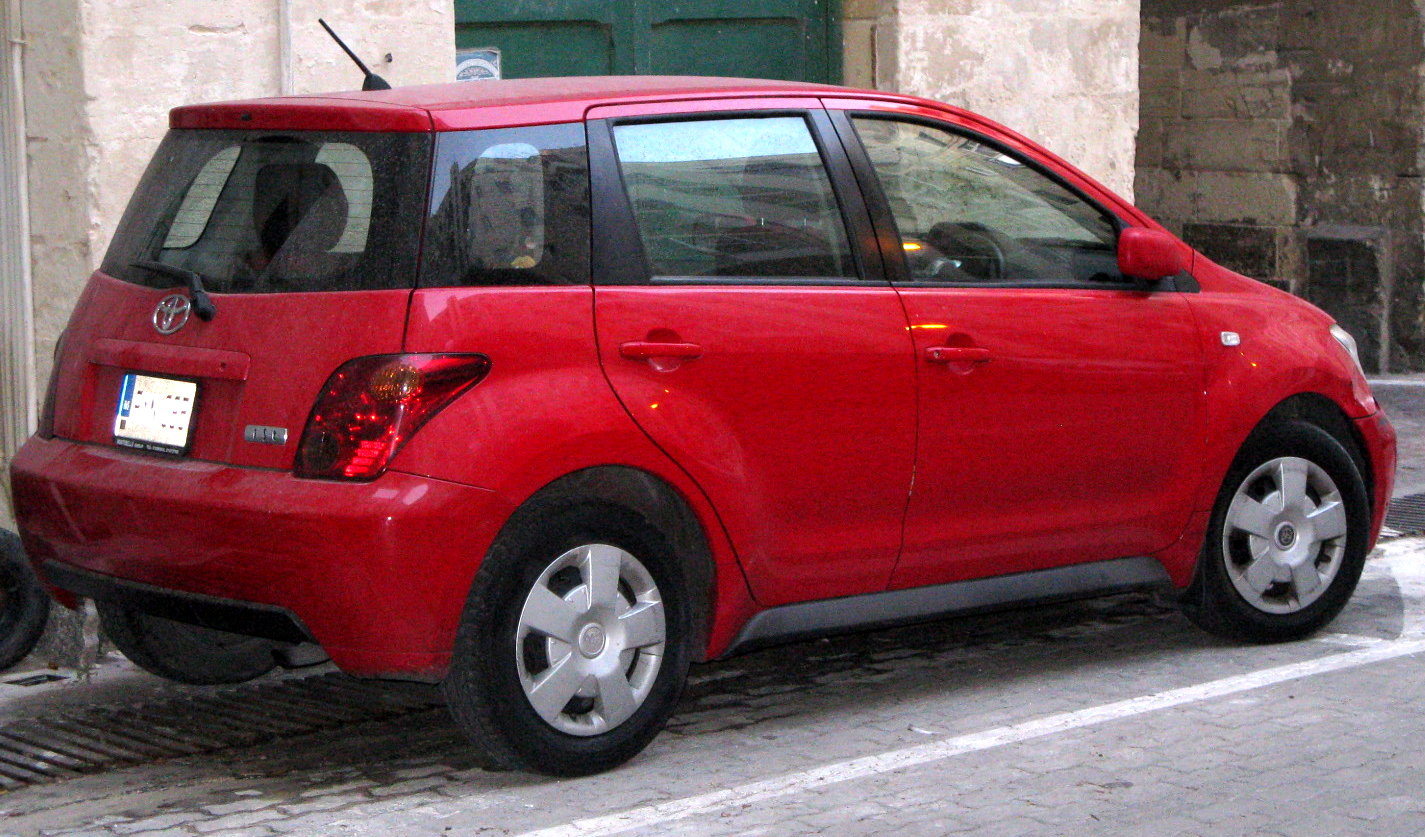
2005 Toyota ist

- 2005 Toyota istR4 1,3 l (1299 cm³), 4 zawory na cylinder, DOHC
- Układ zasilania: wtrysk EFi
- Stopień sprężania: 10,5:1
- Średnica cylindra × skok tłoka: 75,00 mm × 73,50 mm
- Moc maksymalna: 87 KM (64 kW) przy 6000 obr./min
- Maksymalny moment obrotowy: 121 N•m przy 4400 obr./min

## Dane techniczne ('06 R4 1.5)

### Silnik
- R4 1,5 l (1497 cm³), 4 zawory na cylinder, DOHC
- Układ zasilania: wtrysk EFi
- Stopień sprężania: 10,5:1
- Średnica cylindra × skok tłoka: 75,00 mm × 84,70 mm
- Moc maksymalna: 109 KM (82 kW) przy 6000 obr./min
- Maksymalny moment obrotowy: 141 N•m przy 4200 obr./min